# Pablo Munhoz
Pablo Roberto Munhoz Rodríguez (Rivera, 31 de agosto de 1982) es un ex futbolista uruguayo que juega de delantero. Integró la selección uruguaya durante las eliminatorias para la Copa Alemania 2006.

## Clubes
| Club                 | País    | Año           |
| -------------------- | ------- | ------------- |
| Defensor Sporting    | Uruguay | 2001 - 2004   |
| Hajduk Split         | Croacia | 2004 - 2007   |
| Nacional             | Uruguay | 2008          |
| Juventud Las Piedras | Uruguay | 2008 - 2009   |
| Atenas de San Carlos | Uruguay | 2009          |
| El Tanque Sisley     | Uruguay | 2010 - 2011   |
| GC Biaschesi         | Suiza   | 2011 - 2012   |
| CRAC                 | Brasil  | 2012 - 2013   |
| Huracán F.C.         | Uruguay | 2013 - 2014   |
| Progreso             | Uruguay | 2015 - 2016   |
| Deportivo Maldonado  | Uruguay | 2016          |
| Huracán F.C.         | Uruguay | 2017-presente |